# Xylophanes rhodochlora
Espèce
Xylophanes rhodochlora est une espèce de lépidoptères de la famille des Sphingidae, de la sous-famille des Macroglossinae, tribu des Macroglossini, sous-tribu des Choerocampina, et du genre Xylophanes.

## Description
L'espèce est similaire à Xylophanes crotonis sauf pour l'aile antérieure, qui est plus petite, plus courte et plus large. Bien qu'il soit également vert, il est considérablement plus lumineux. De plus, le motif trouvé sur l'aile antérieure est plus simple. Il y a une ligne dorsale grise sur le thorax ainsi qu'une bande latérale jaune. Le dessous de l'abdomen est rose.

## Biologie
- Les chenilles se nourrissent probablement des espèces de Rubiaceae et de Malvaceae .
- Les adultes volent en novembre au Pérou.

## Distribution et habitat
Distribution
L'espèce est connue au Pérou, en Bolivie et en Colombie.

## Systématique
L'espèce Xylophanes rhodochlora a été décrite par les entomologistes Lionel Walter Rothschild et Karl Jordan, en 1903. La localité type est Santo Domingo, Carbaya au Pérou.